# 马尼亚·曼内斯库
马尼亚·曼内斯库（Manea Mănescu，1916年8月9日—2009年2月27日），罗马尼亚共产主义政治家，经济学家，在尼古拉·齐奥塞斯库时期曾担任五年部长会议主席（总理）（1974年3月29日－1979年3月29日）。

## 生平
曼内斯库的父亲是一位来自普洛耶什蒂的共产党员，他在1920年代早期支持转型的社会党为共产党。曼内斯库早年在普洛耶什蒂读中学，中学毕业后就读于布加勒斯特高等贸易和工业研究学院，获经济学博士学位。1932年加入罗马尼亚共产主义青年联盟（共青团）。大学毕业后从事统计工作。1943年因参加反法西斯革命活动一度被捕。1944年扬·安东内斯库政权被推翻后，曼内斯库与尼古拉·齐奥塞斯库在共产主义青年联盟一起工作，曼内斯库后来娶了齐奥塞斯库的妹妹。1951年曼内斯库被任命为布加勒斯特大学经济系部门负责人和中央统计局局长。
1955年10月3日至1957年3月19日被任命为财政部长，1957年3月任国家劳动与工资问题委员会主席和国家计划委员会第一副主席，1957－1965年任罗马尼亚共产党中央科学文化部长，并兼任《经济问题》杂志编辑委员会委员。1967年12月，被任命为经济委员会主席（至1972年10月）。
1968年12月曼内斯库增补为罗马尼亚共产党中央政治执行委员会委员，1969年3月至1972年10月任国务委员会副主席。1971年2月升为中央政治执委会常设主席团委员（1974年11月连任），同年6月被任命为国防委员会委员。1972年10月13日至1974年2月27日任部长会议副主席兼国家计划委员会主席。1973年5月任经济和社会发展最高委员会（党政合一机构）副主席。1974年3月29日至1979年3月30日任部长会议主席（政府总理）。
1979年3月29日罗共中央全会根据曼内斯库的健康状况和他本人的请求，决定解除其政府总理职务和其他党政职务，全会一致指派原第一副总理伊利耶·维尔德茨为政府总理。此后，他担任罗马尼亚经济学院经济控制论教研室教授等职，主要从事教学工作。
1982年复出，任齐奥塞斯库的经济顾问。1982年11月任国务委员会副主席、经济和社会发展最高委员会副主席、社会主义民主和团结阵线全国委员会第一副主席等职务。同时重新当选罗马尼亚共产党中央委员、中央政治执委会委员、中央常设局委员直至1989年。
1989年齐奥塞斯库被推翻，12月22日，曼内斯库和埃米尔·博布陪同齐奥塞斯库夫妇出逃，后被捕入狱。布加勒斯特特别军事法庭以「种族灭绝罪」判处其无期徒刑。1990年4月被罗马尼亚最高法院改判为10年有期徒刑，1994年3月因「健康原因」获得特赦，此后在家安度晚年。2009年2月27日在布加勒斯特逝世，享年93岁。

## 主要著作
《经济控制论》（1979） - 此书主旨是通过控制论，和基于高等数学和统计学的计算机解法，提供解决计划经济资源分配问题的思路。

## 家庭关系
马尼亚·曼内斯库是尼古拉·齐奥塞斯库的妹夫。他的妻子玛丽亚·蒙特阿努·曼内斯库（旧姓齐奥塞斯库）是罗马尼亚知名的儿科医生，1973年12月任罗马尼亚红十字会副主席、1978年4月当选为全国妇女理事会成员。外界不清楚曼内斯库夫妇有无子女。